# Bubnivșciîna, Prîlukî
Bubnivșciîna (în ucraineană Бубнівщина) este o comună în raionul Prîlukî, regiunea Cernihiv, Ucraina, formată numai din satul de reședință.

## Demografie
Componența lingvistică a comunei Bubnivșciîna
     Ucraineană (94,53%)
     Rusă (4,82%)
     Alte limbi (0,64%)
Conform recensământului din 2001, majoritatea populației comunei Bubnivșciîna era vorbitoare de ucraineană (94,53%), existând în minoritate și vorbitori de rusă (4,82%).